# 느왕쿼 카누
은완코 크리스천 느워수 카누(영어: Nwankwo Christian Nwosu Kanu, 1976년 8월 1일, 나이지리아 오웨리 ~ )는 나이지리아의 전 프로 축구 선수로, 나이지리아 축구 국가대표팀에서 스트라이커로 활약했다.
그는 아프리카 축구 역사상 가장 많은 10여개의 메달을 수상한 선수로, UEFA 챔피언스리그 메달, UEFA컵 메달 그리고 아프리카 올해의 축구 선수상을 두 번이나 수상했으며, 프리미어리그 선수 가운데 유일하게 챔피언스리그, UEFA컵, 프리미어십, FA컵 우승 메달과 올림픽 금메달을 수상한 선수이다.
그의 남동생인 크리스토퍼 카누 또한 프로 축구 선수로 활동하고 있다.